# Burak Uygur
Burak Uygur (Esenler, 14 aprile 1995) è un karateka turco, specializzato nel kumite, campione europeo a Kocaeli 2017 nel torneo dei 67 chilogrammi.

## Palmarès
- Europei

Istanbul 2015: argento nei -67 kg.;
Kocaeli 2017: oro nei -67 kg.;
- Giochi del Mediterraneo

Tarragona 2018: argento nei -67 kg.;
- Giochi europei

Baku 2015: oro nei -67 kg.;